# 基里姆地毯

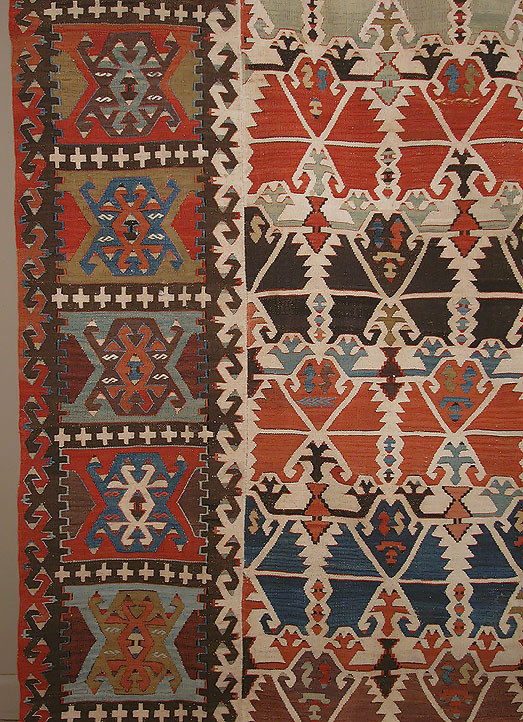
19世紀初期，製作於安納托利亞地區的基里姆地毯

基里姆地毯（波斯語：‎）是一種以梭织方法製造的地毯和緙織壁毯。其傳統上主要生產於古代曾屬阿契美尼德帝国控制的地區，如伊朗、巴尔干半岛以及突厥諸國皆為基里姆地毯的著名產地。基里姆地毯除了純粹裝飾的功能之外，也可被當作祈禱墊使用。除此之外，於現今的西方世界中基里姆地毯亦日漸風行，成為常見的鋪地材料。